# Galtjoch
Das Galtjoch ist ein 2109 m ü. A. hoher Berg in den Lechtaler Alpen im österreichischen Bundesland Tirol.

## Lage
Innerhalb der Lechtaler Alpen liegt das Galtjoch in der Liegfeistgruppe. Nach Südwesten ist das Galtjoch über einen etwa zwei Kilometer langen Gebirgskamm mit der Knittelkarspitze verbunden. Der Rainberg im Norden und die Abendspitze im Osten sind zwei vorgelagerte Gipfel. Die wichtigsten Talorte am Fuße des Berges sind Kelmen im Süden und Rinnen bei Berwang im Osten.

## Wege zum Gipfel
Der Gipfel ist von Rinnen unschwierig über Forstwege und einfache, markierte Wanderwege zu erreichen und führt an der bewirtschafteten Ehenbichler Alm (1694 m) vorbei. Von Westen kann der Gipfel über den Reuttener Höhenweg bestiegen werden.
Im Winter ist er ein beliebtes Ziel für Ski- und Schneeschuhtouren, da der Anstieg einfach und wenig lawinengefährdet ist.